# Sydamerikansk sandabborre
Sydamerikansk sandabborre (Prolatilus jugularis) är en fiskart som först beskrevs av Valenciennes, 1833.  Sydamerikansk sandabborre ingår i släktet Prolatilus och familjen Pinguipedidae. Inga underarter finns listade i Catalogue of Life.